# Leménil-Mitry
Leménil-Mitry is een gemeente in het Franse departement Meurthe-et-Moselle (regio Grand Est). De plaats maakt deel uit van het arrondissement Nancy. Leménil-Mitry telde op 1 januari 2022 2 inwoners.

## Geografie
De oppervlakte van Leménil-Mitry bedroeg op 1 januari 2022 3,43 vierkante kilometer; de bevolkingsdichtheid was toen 0,6 inwoners per km².

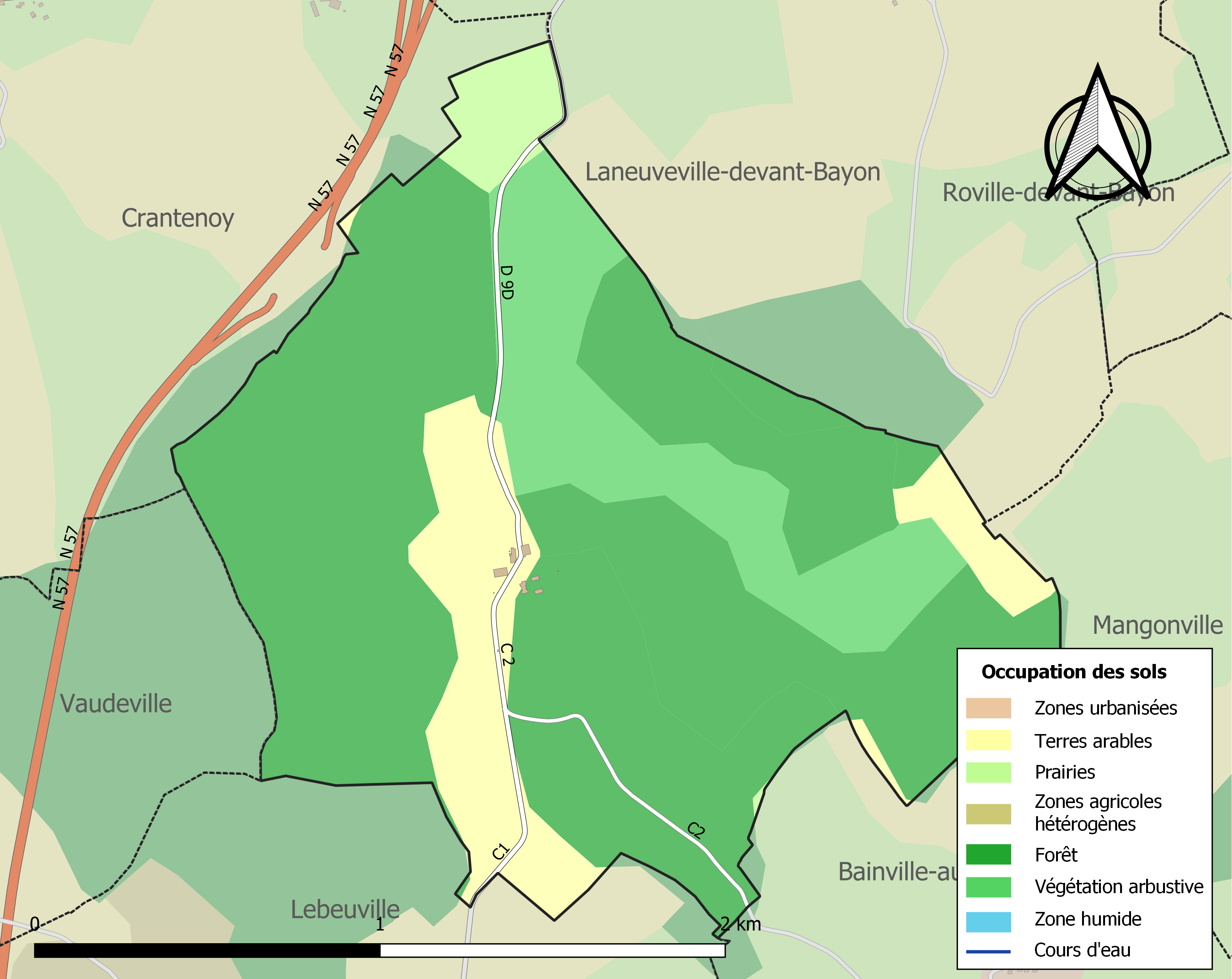
Kaart van de gemeente met de belangrijkste infrastructuur, bodemgebruik en omliggende gemeenten

## Demografie
De figuur toont het verloop van het inwonertal (bron: INSEE-tellingen).